# Meesia muelleri
Meesia muelleri là một loài Rêu trong họ Meesiaceae. Loài này được Müll. Hal. & Hampe mô tả khoa học đầu tiên năm 1856.